# Ізімаріно
Ізіма́ріно (рос. Изимарино, башк. Изимари) — присілок у складі Мішкинського району Башкортостану, Росія. Входить до складу Тинбаєвської сільської ради.
Населення — 312 осіб (2010; 355 у 2002).
Національний склад:
- марійці — 99 %